# Етиркереј
Етиркереј (фр. Eturqueraye) насеље је и општина у Француској у региону Горња Нормандија, у департману Ер.
По подацима из 2011. године у општини је живело 281 становника, а густина насељености је износила 41,82 становника/km².

## Демографија
| 1962. | 1968. | 1975. | 1982. | 1990. | 2011. |
| ----- | ----- | ----- | ----- | ----- | ----- |
| 225   | 203   | 200   | 237   | 237   | 281   |